# 흡혈 식물 대소동 (1960년 영화)
《흡혈 식물 대소동》(The Little Shop Of Horrors)은 미국에서 제작된 로저 코먼 감독의 1960년 코미디 영화이다. 조나단 하즈 등이 주연으로 출연하였고 로저 코먼 등이 제작에 참여하였다.

## 출연

### 주연
- 조나단 하즈
- 잭키 조셉
- 멜 웰즈

### 조연
- 딕 밀러
- 머틀 베일
- 태미 윈저
- 토비 마이클스
- 존 허만 샤너
- 잭 니콜슨

## 기타
- 미술: 다니엘 할러